# سانتا ریتا دو ساپوکای
سانتا ریتا دو ساپوکای (انگلیسی: Santa Rita do Sapucaí) یک منظقه شهری در ایالت میناز ژرایس، برزیل است که در سال ۲۰۲۰ میلادی ۴۳٬۷۵۳ نفر جمعیت داشته‌است.